# 司爲善
司爲善（18世纪?—19世纪?），字樂齋，四川巫山縣人（現屬重慶市），清朝政治人物，嘉慶進士。歷官潼川府學教授，貴州玉屏縣、修文縣知縣，後在任郎岱廳同知，侵用官帑償鋪戶積欠，旋因虧空被參革。

## 生平
乾隆壬子（1792年）科舉人，嘉慶壬戌（1802年）年三甲第132名進士。性明敏好學，家極貧，刻苦自勵，學問淵博，通貫五經六藝。中進士後，分發貴州，署玉屏縣知縣，居官清慎，不改寒素家風，因倉販不慎失火，損失尤重，無力填賠，議查抄，僅余布被而已。貧不能歸里，遂寓居貴州。子孫繼起，掇巍科者不絕。後人多因北上會試，道出巫山，使得一展祖墓。歷官二十餘年，歷盡艱辛，克職儘力。曾於嘉慶十年任貴州修文縣知縣，十二年（1807年）任安順府推官，二十一年至二十二年 （1816年--1817年）署正安州知州。嘉慶末年復任修文縣知縣。道光三年至四年（1823年—1824年）任威寧州知州。

## 诗作
- 神女廟：『巴國山川此盡頭，授書入夢渾閒事，靈祠高鎖蜀門秋。一任長江涇渭流』[3]。
- 楚王宮：『雲雨荒唐何處宮？空勞宋玉說雄風。懷王一死襄王繼，君臣千古夢魂中』[4]